# Mars Atmosphere and Volatile Evolution
Mars Atmosphere and Volatile Evolution (MAVEN) är en amerikansk rymdsond som sköts upp mot Mars den 18 november 2013, med hjälp av en raket av typ Atlas V från Cape Canaveral Air Force Station i Florida. Sondens uppdrag är att studera Mars atmosfär. MAVEN gick in i omloppsbana runt Mars den 22 september 2014.

## Upptäckter
Den 19 oktober 2017 publicerade NASA att MAVEN upptäckt att Mars har en magnetisk svans som påverkas av solvinden, detta är unikt i vårt solsystem enligt artikeln.

### Fotnoter
1. ↑  ”NASA Space Science Data Coordinated Archive” (på engelska). NASA. https://nssdc.gsfc.nasa.gov/nmc/spacecraft/display.action?id=2013-063A. Läst 29 mars 2020.
2. ↑  ”NASA's MAVEN mission finds Mars has a twisted magnetic tail” (på engelska). ScienceDaily. https://www.sciencedaily.com/releases/2017/10/171019181855.htm. Läst 23 oktober 2017.